# 霧島錦江湾国立公園
霧島錦江湾国立公園（きりしまきんこうわんこくりつこうえん）は、鹿児島県（鹿児島市、指宿市、垂水市、霧島市、姶良市、湧水町、南大隅町）と宮崎県（都城市、小林市、えびの市、高原町）の8市3町にまたがる南九州の主要な景勝地に設けられた国立公園。

## 概説
霧島山を中心とする霧島地域及び姶良カルデラ（北部地区）、桜島、佐多岬周辺、指宿地区など薩摩半島南岸を中心とする錦江湾地域の2地域で構成される。一帯は霧島火山帯に属し、霧島温泉郷、指宿温泉など温泉地が豊富にあることから、訪れる人も多い。
2011年（平成23年）12月22日、屋久島地域が屋久島国立公園として独立し、新たに姶良カルデラを編入した上で霧島錦江湾国立公園とする計画が決定し、2012年3月16日に官報に告示され姶良カルデラ部分を加え、屋久島地域が分割され、その残部が改称された。
指定面積
2018年8月10日区域変更の時点
陸域 計36,605 ha - 鹿児島県が65%、宮崎県が35%
うち特別保護地区 4,961 ha、第1種特別地域 3,738 ha、第2種特別地域 10,335 ha、第3種特別地域 5,381 ha、普通地域 12,190 ha
海域（普通地域を含む概算） およそ37,000 ha
うち海域公園地区　487.7 ha - 7地区8か所

## 自然
霧島地域は韓国岳を始めとして、20数座の火山を持ち、火口湖が多い。また、シイ、アカマツなどの自然林も豊富に残り、ミヤマキリシマが咲く。
錦江湾地域は現在もなお、活発な火山活動を続ける桜島、九州で唯一の天然湖である池田湖、優美な山容を持つ開聞岳、海蝕崖が発達した佐多岬をはじめ、世界最北のマングローブ林である旧喜入町のアコウ生息地や陸繋砂州の知林ヶ島など変化に富む。

### 火山
霧島山、桜島
開聞岳

## 歴史
1934年（昭和9年）3月16日、霧島山周辺の東西約22km、面積202km2の領域が霧島国立公園として、瀬戸内海国立公園、雲仙国立公園（現雲仙天草国立公園）と共に日本で最初の国立公園に指定された。1964年（昭和39年）3月16日には、錦江湾地域に指定されていた国定公園である錦江湾国定公園（1955年9月1日指定）及び屋久島地域が編入され、霧島屋久国立公園に改称した。
2010年（平成22年）11月13日に松本龍環境大臣が先述の公園拡大・分割案構想を表明し、2011年（平成23年）12月22日、姶良カルデラを加えた霧島錦江湾国立公園と屋久島国立公園に分割する計画が決定し、2011年12月22日はに霧島屋久国立公園の区域に姶良カルデラを含め、霧島錦江湾国立公園に改称し、屋久島地域が独立する形で屋久島国立公園を設置する計画が決定した。
2012年3月16日には官報に告示され同日付で屋久島部分が屋久島国立公園として分割され、残部に姶良カルデラを加えた区域が霧島錦江湾国立公園に改称した。

## 主要な景勝地
霧島地域

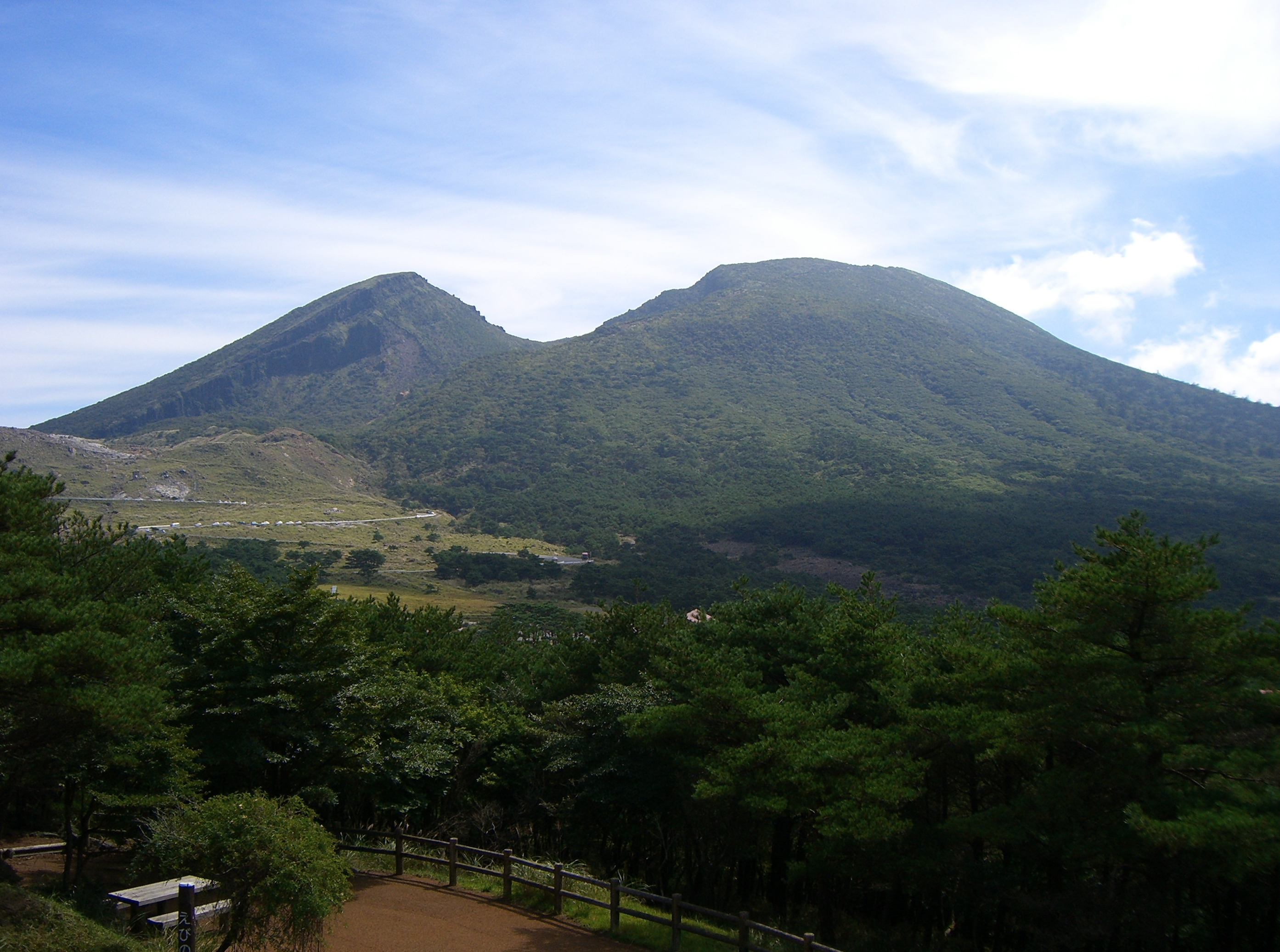
韓国岳
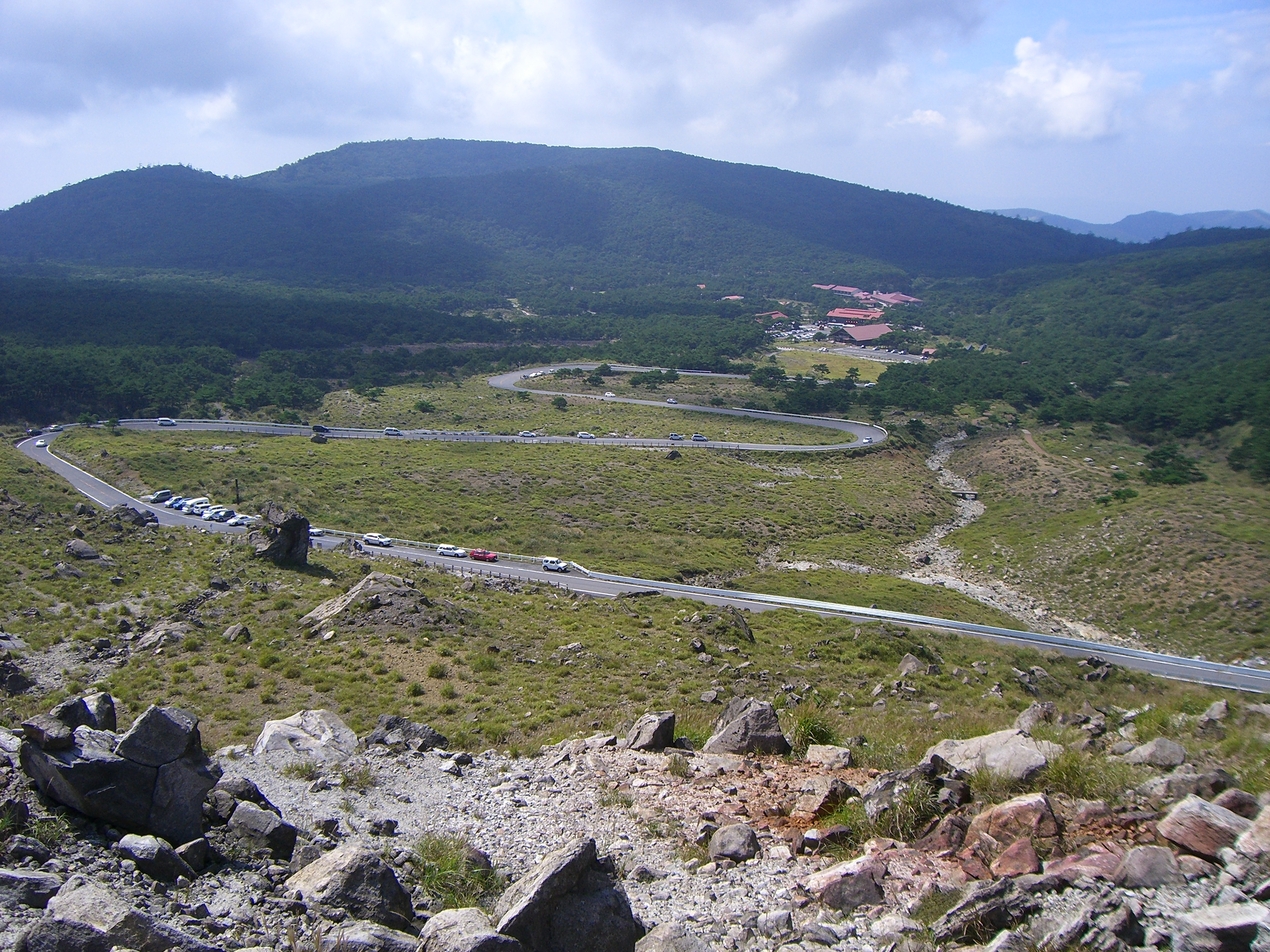
えびの高原

錦江湾地域

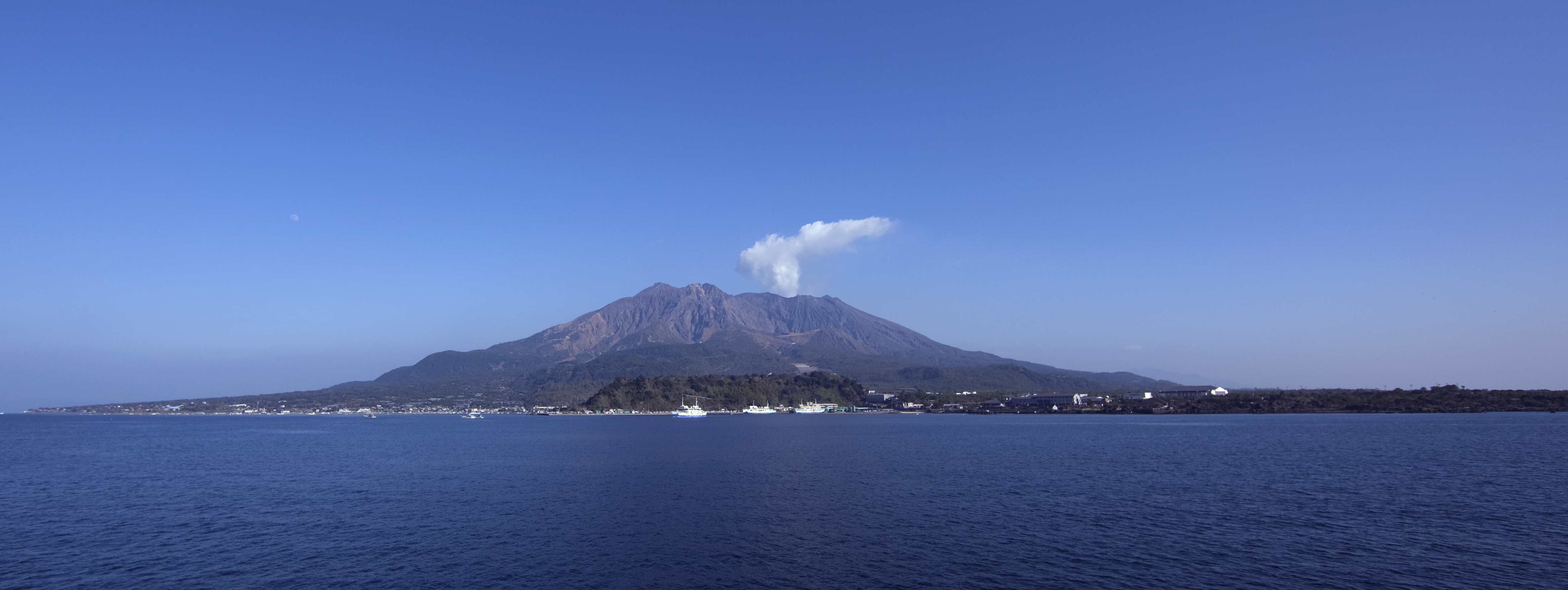
桜島
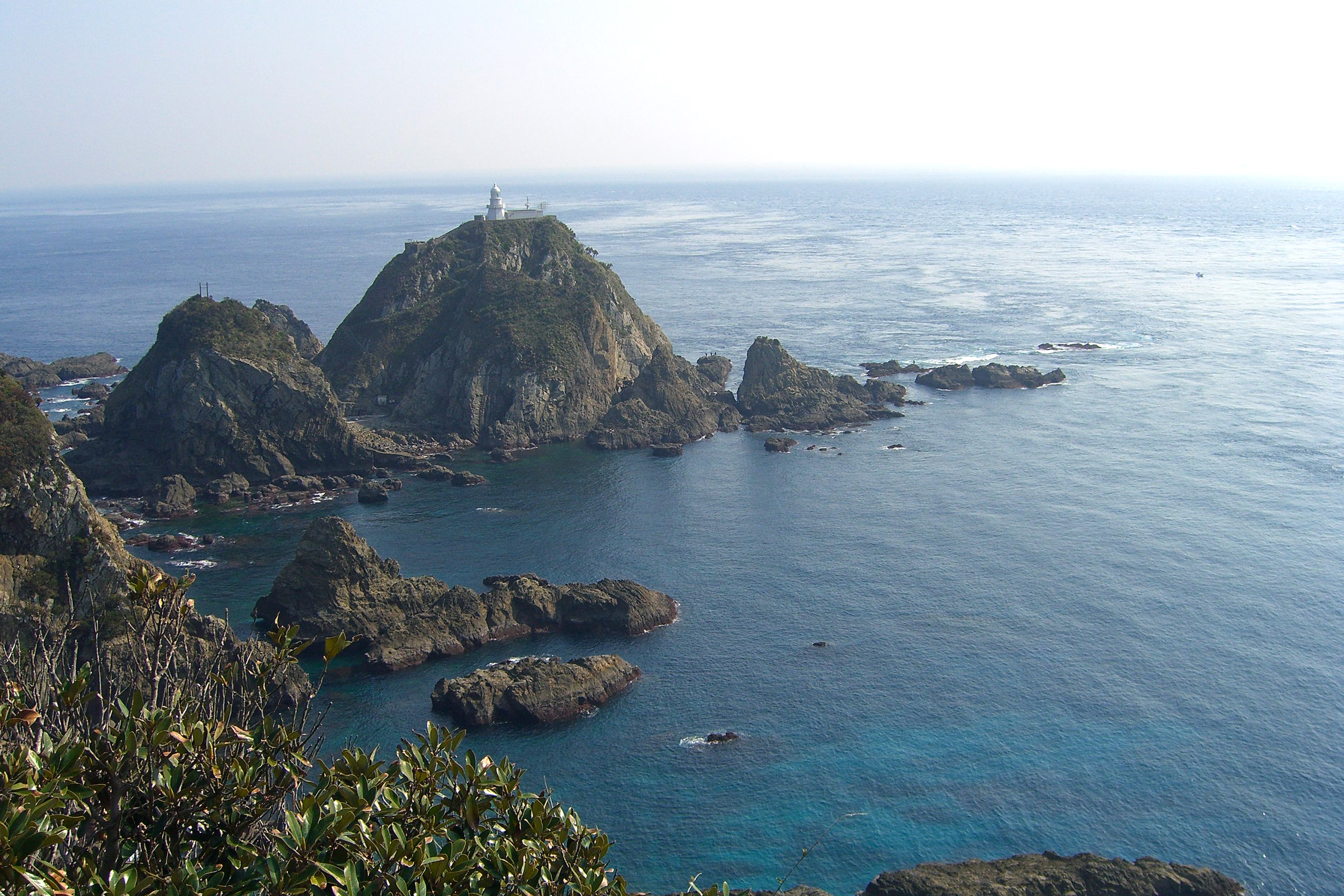
佐多岬
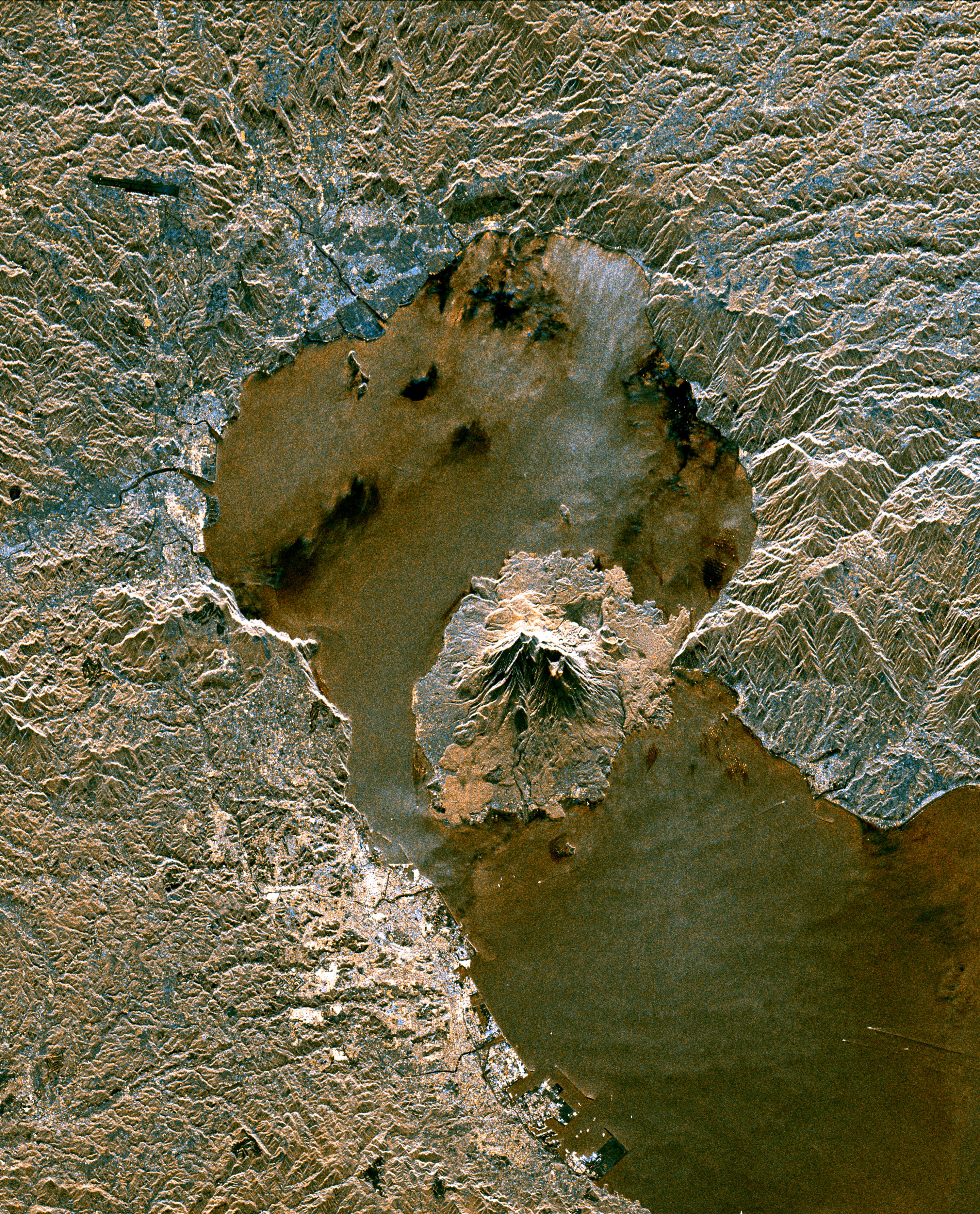
鹿児島湾北部に広がる姶良カルデラ
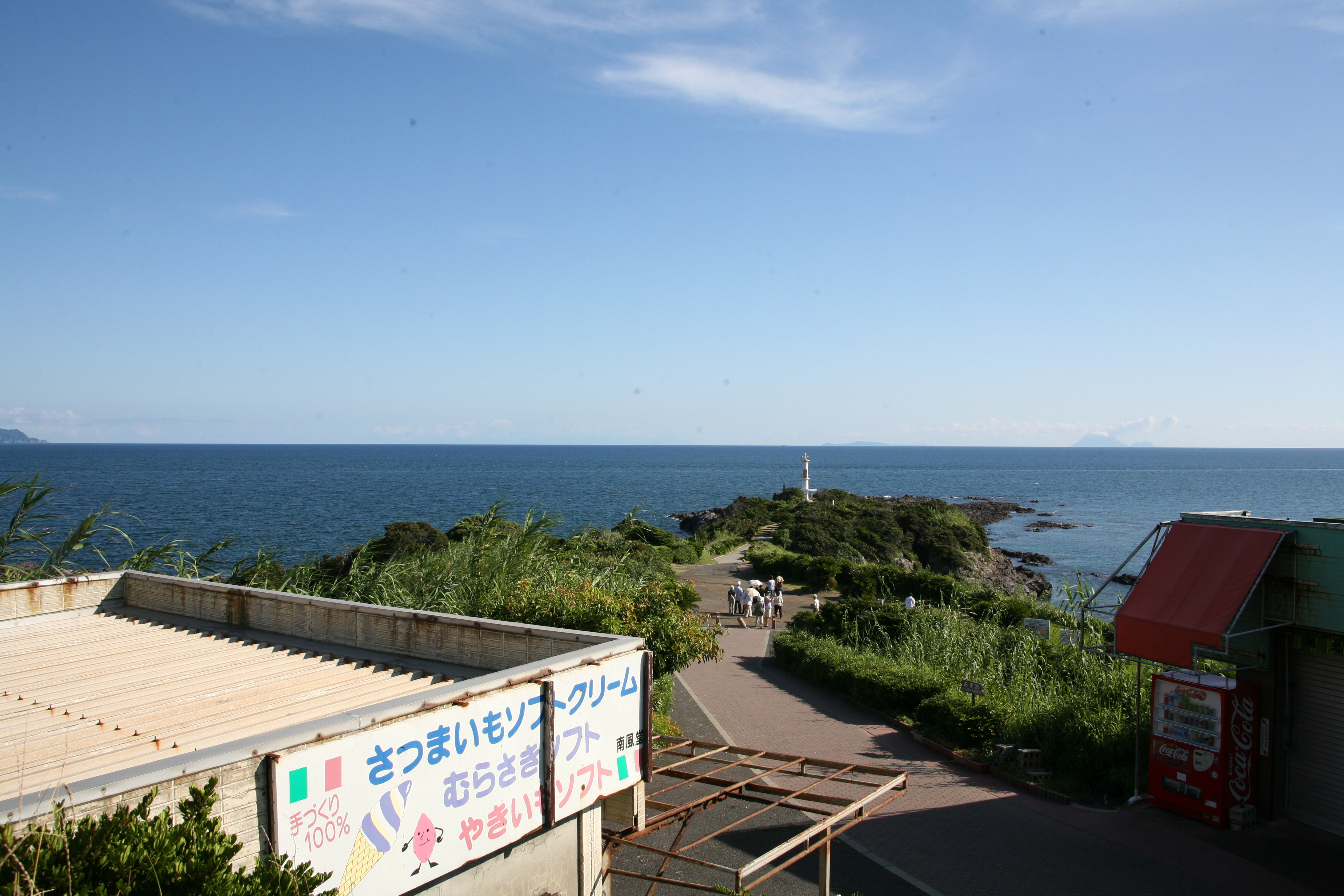
長崎鼻
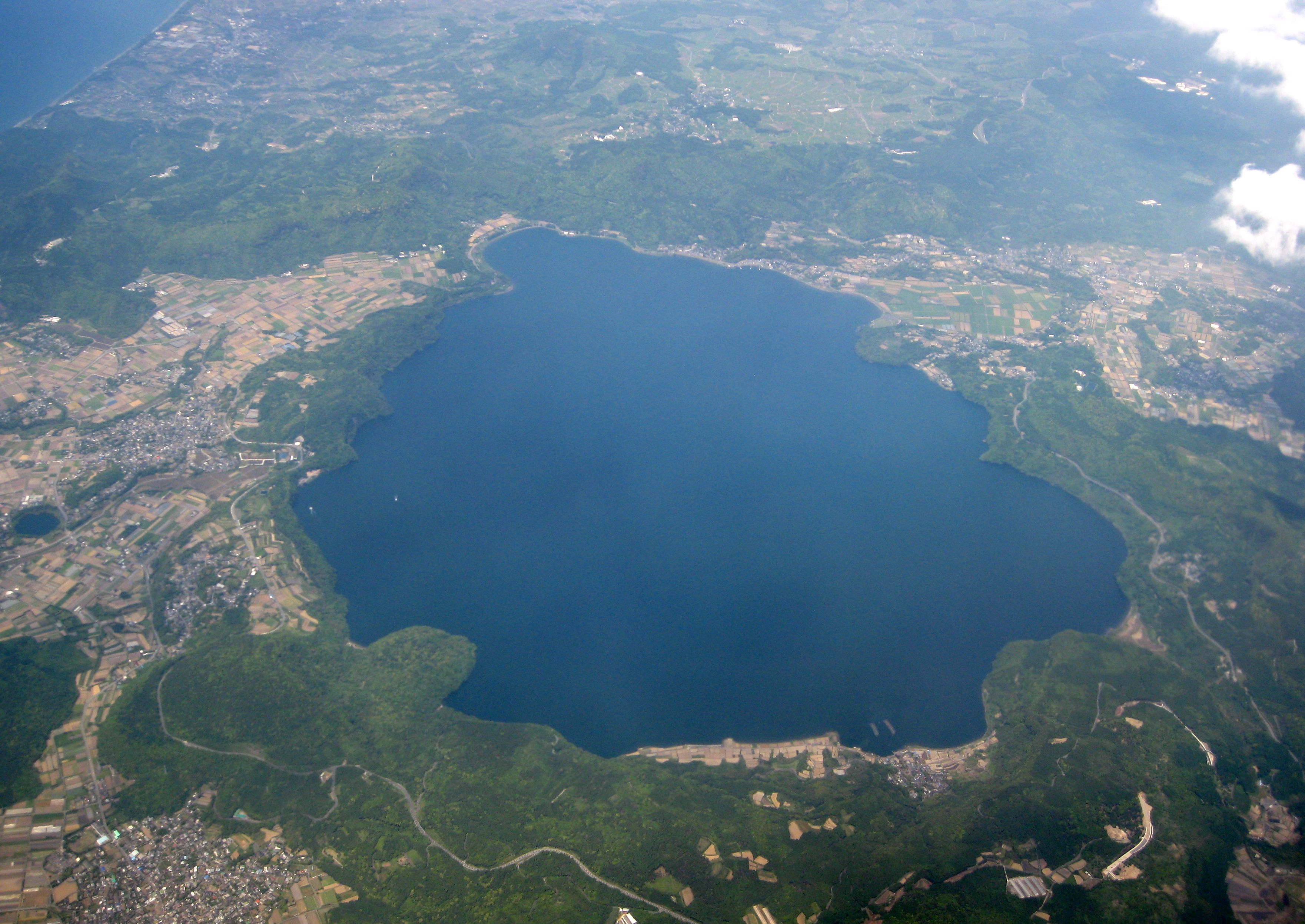
池田湖
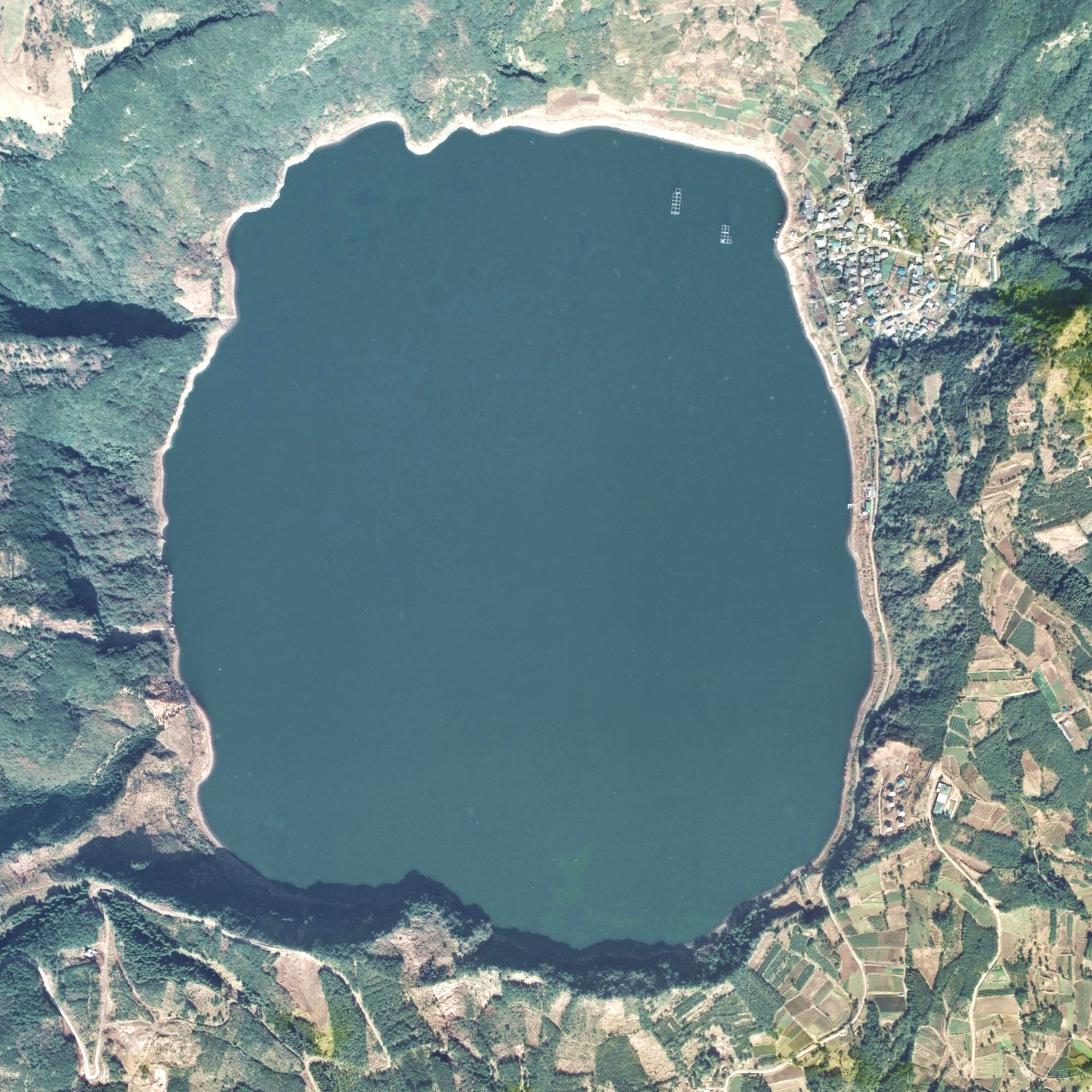
鰻池
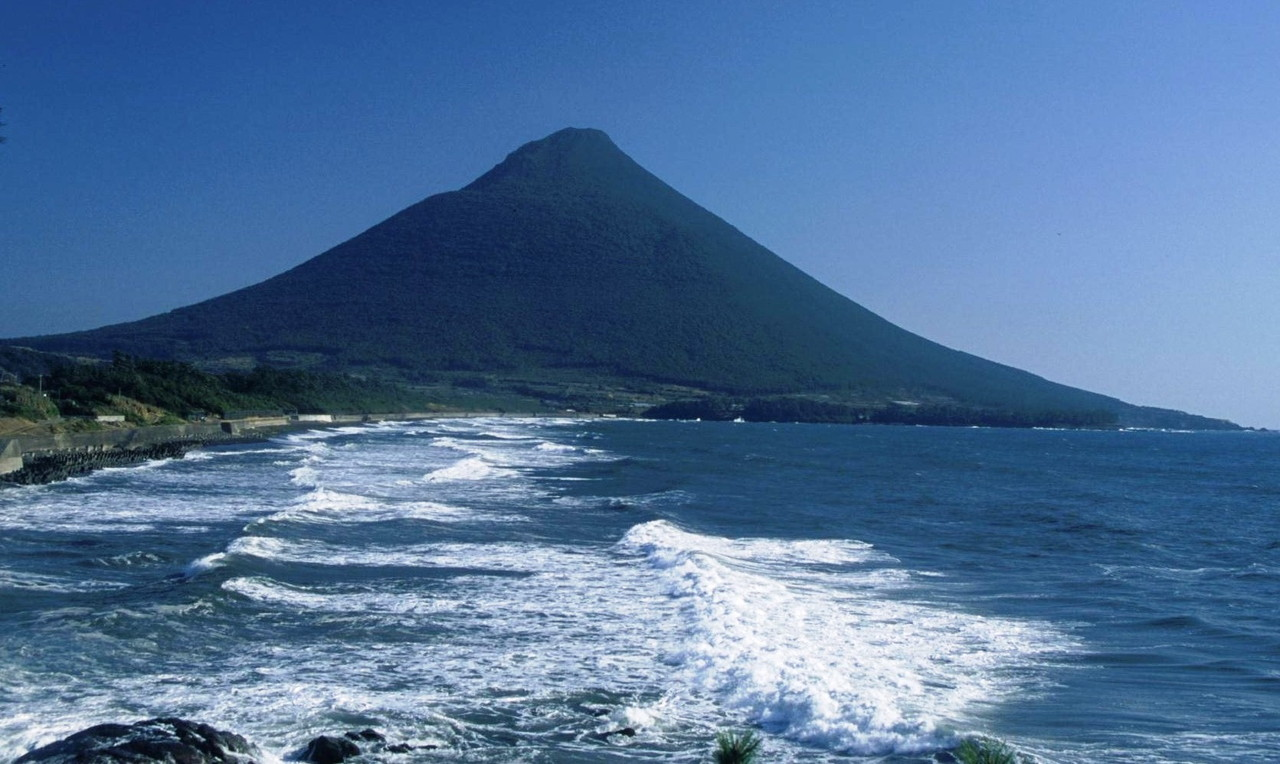
開聞岳